# 三浦逸雄
三浦 逸雄（みうら はやお、1899年 - 1991年頃?）は、日本のイタリア文学者、翻訳家。
ダンテ『神曲』を訳した。

## 略歴
高知県生まれ。東京外国語学校中退。聖ジョーンズ大学に学ぶ。
第一書房『セルパン』編集長、日本大学芸術学部講師などを務める。
息子は作家の三浦朱門で、聖書のシモン・ペテロより名付けた。妻は元新劇女優。

## 翻訳
- 『二十四の脳膸』（ジヨヴアンニ・パピイニ、弘文社書店） 1924
- 『行つまれる男』（パピニイ、弘文社書店） 1924
- 『蠹魚』（ベネエリ、第一書房、近代劇全集35） 1928
- 『小さき泉』（ブラツコオ、第一書房、近代劇全集36） 1930
- 『フアシスト革命』（ムツソリーニ、日本評論社、ムツソリーニ全集2） 1935
- 『スターリン政権を発く』（トロツキイ、新潮社） 1937
- 『純粋行動の哲学』（ジョヴァンニ・ジェンティーレ、白揚社、世界全体主義大系） 1939
- 『技術と文明』（マンフオード、育生社弘道閣） 1942
- 『新生』（ダンテ、平凡社、世界名詩集大成14） 1960、のち角川文庫で再刊
- 『ハイネ新詩集』（日本文芸社） 1966
- 『バイロン新詩集』（日本文芸社） 1966
- 『テニソン新詩集』（日本文芸社） 1967
- 『破船も楽し / 魔神に捧ぐる頌』（ウンガレッティ / カルドゥッチ、平凡社、世界名詩集25） 1968
- 『神曲』全3巻（ダンテ、角川文庫） 1970 - 1972、のち角川ソフィア文庫で再刊 2014

## 参考
- 「三浦朱門年譜」（講談社文芸文庫『箱庭』）：父の死去は記されていない。
- 『文藝年鑑1940』